# Erlaubnis zum Daueraufenthalt-EU (Deutschland)

Muster einer Erlaubnis zum Daueraufenthalt-EU in der ab 1. September 2021 gültigen Fassung

Die Erlaubnis zum Daueraufenthalt-EU ist ein Aufenthaltstitel nach dem deutschen Aufenthaltsgesetz. Sie soll Bürgern aus Drittstaaten, die nicht zur Europäischen Union gehören und die damit nicht dem Freizügigkeitsgesetz/EU unterliegen, ein gesichertes Aufenthaltsrecht in Deutschland geben, wenn sie einen rechtmäßigen Aufenthalt von über fünf Jahren haben. Bis zum 2. Dezember 2013 hieß der ausgestellte Aufenthaltstitel noch Erlaubnis zum Daueraufenthalt-EG, durch das Gesetz zur Verbesserung der Rechte von international Schutzberechtigten und ausländischen Arbeitnehmern vom 29. August 2013 (BGBl. I S. 3484) wurde das Kürzel EG durch EU ersetzt, um der durch den Vertrag von Lissabon geänderten Terminologie Rechnung zu tragen.
Die Erlaubnis zum Daueraufenthalt-EU dient der Verfestigung des Aufenthalts eines Ausländers in Deutschland und ist unbefristet. Sie berechtigt einerseits zur Beschäftigung als Arbeitnehmer oder zur Ausübung einer selbstständigen Erwerbstätigkeit im Bundesgebiet und ist andererseits die Grundlage, ein Aufenthaltsrecht auch in einem anderen Mitgliedstaat der Union unter vereinfachten Voraussetzungen zu erhalten. Auf diese Weise erlangt auch ein Drittstaatsangehöriger eine gewisse Freizügigkeit innerhalb der Union. Neben der Niederlassungserlaubnis ist die Erlaubnis zum Daueraufenthalt-EU die rechtlich stärkste Form eines Aufenthaltstitels in Deutschland. Der Besitz beider Aufenthaltstitel ist möglich.

## Rechtsgrundlage
Rechtsgrundlage für die Erteilung einer Erlaubnis zum Daueraufenthalt-EU sind die (§ 9a bis § 9c AufenthG), die der Umsetzung der Richtlinie 2003/109/EG dienen. Die Erlaubnis zum Daueraufenthalt-EU ist dabei grundsätzlich der Niederlassungserlaubnis gleichgestellt, es sei denn, im Gesetz werden abweichende Regelungen getroffen.
Drittstaatsangehörige mit einem ausländischen Daueraufenthaltstitel nach dieser Richtlinie erhalten auf Antrag eine deutsche Aufenthaltserlaubnis (§ 38a AufenthG), sofern sie darüber hinaus die allgemeinen Erteilungsvoraussetzungen (§ 5 Abs. 1 AufenthG) erfüllen, d. h. insbesondere, ihr Lebensunterhalt gesichert ist und keine Ausweisungsgründe vorliegen.

## Unterschied zur Niederlassungserlaubnis
Von der Niederlassungserlaubnis, die in Deutschland ausschließlich aufgrund des nationalen Aufenthaltsrechts gewährt wird, unterscheidet sich die Erlaubnis zum Daueraufenthalt-EU in zwei wesentlichen Merkmalen: Einerseits gewährt die Erlaubnis zum Daueraufenthalt-EU einem Drittstaatsangehörigen in gewissem Umfang Freizügigkeit innerhalb der EU-Staaten, in denen die Richtlinie 2003/109/EG gilt, da der Erlaubnisinhaber bei Vorliegen der Voraussetzungen eine Aufenthaltserlaubnis in dem anderen Staat beanspruchen kann. Die Niederlassungserlaubnis gewährt dagegen außerhalb des nationalen Rechtskreises keine Rechte. Andererseits kann das Recht des Daueraufenthalts-EU nur unter den speziellen Voraussetzungen des § 51 Abs. 9 AufenthG verloren gehen (siehe Abschnitt Verlust des in Deutschland erworbenen Rechts), während die Regelung des § 51 Abs. 1 AufenthG keine Anwendung findet.
Die Niederlassungserlaubnis kann auch Personen erteilt werden, die durch die Regelungen der Richtlinie 2003/109/EG vom Erwerb der Erlaubnis zum Daueraufenthalt-EU ausgeschlossen sind, wie etwa Ausländer, bei denen nationale Abschiebungshindernisse festgestellt wurden und die in der Folge einen humanitären Aufenthaltstitel erhalten haben.

## Erwerb des Rechts in Deutschland
Die grundsätzlichen Voraussetzungen zur Erteilung einer Erlaubnis zum Daueraufenthalt-EU sind gemäß § 9a Abs. 2 AufenthG:
1. ein mindestens fünfjähriger Aufenthalt mit einem Aufenthaltstitel in Deutschland,
2. ausreichende Kenntnisse der deutschen Sprache,
3. Grundkenntnisse der Rechts- und Gesellschaftsordnung und der Lebensverhältnisse in Deutschland,
4. keine Gefahr für die öffentliche Sicherheit oder Ordnung,
5. ausreichender Wohnraum,
6. die Sicherung des Lebensunterhalts und des Lebensunterhalts der Angehörigen, gemäß § 9c AufenthG dadurch, dass
  1. die steuerlichen Verpflichtungen erfüllt sind,
  2. Beiträge oder Aufwendungen für eine angemessene Altersversorgung geleistet werden,
  3. eine Krankenversicherung besteht,
  4. regelmäßige Einkünfte aus einer erlaubten Erwerbstätigkeit bezogen werden.

Die Altersversorgung ist dabei nach der Allgemeinen Verwaltungsvorschrift zum Aufenthaltsgesetz nur prognostischer Natur, was bedeutet, dass bis zum Eintritt ins Rentenalter ein Anspruch auf eine angemessene Altersversorgung entstanden sein soll (zu den Voraussetzungen siehe im Einzelnen im Hauptartikel Gesetzliche Rentenversicherung (Deutschland)).

## Verlust des in Deutschland erworbenen Rechts
Die Erlaubnis zum Daueraufenthalt-EU erlischt nach § 51 Abs. 9 AufenthG nur, wenn
- ihre Erteilung wegen Täuschung, Drohung oder Bestechung zurückgenommen wird,
- der Ausländer ausgewiesen wird oder seine Abschiebung wegen Terrorismusverdachts (§ 58 a AufenthG) angeordnet wurde,
- sich der Ausländer für einen Zeitraum von zwölf aufeinander folgenden Monaten außerhalb der EU-Mitgliedstaaten aufhält, in denen die Rechtsstellung eines langfristig Aufenthaltsberechtigten erworben werden kann (das sind alle Mitgliedstaaten der Europäischen Union mit Ausnahme von Dänemark und Irland)
- sich der Ausländer für einen Zeitraum von sechs Jahren außerhalb des Bundesgebiets aufhält oder
- der Ausländer die Rechtsstellung eines langfristig Aufenthaltsberechtigten in einem anderen Mitgliedstaat der Europäischen Union erwirbt.

Analog zur Niederlassungserlaubnis erlischt die Erlaubnis zum Daueraufenthalt-EU nicht bei einem längerfristigen Aufenthalt außerhalb der Bundesrepublik Deutschland, wenn sich der Ausländer länger als 15 Jahre rechtmäßig in Deutschland aufgehalten hat, sein Lebensunterhalt gesichert ist und kein Ausweisungsinteresse besteht (§ 51 Abs. 9 Satz 2 AufenthG). Bei mit Deutschen verheirateten Ausländern erlischt sie unabhängig von einer Mindestaufenthaltsdauer nicht.

## Erteilungsform

Muster einer Erlaubnis zum Daueraufenthalt-EU (Vorder- und Rückseite) in dem ab 1. September 2011 ausgegebenen Scheckkartenformat (Fassung ab 2. Dezember 2013)

Seit 1. September 2011 wird die Erlaubnis zum Daueraufenthalt-EU als elektronischer Aufenthaltstitel im Scheckkartenformat ausgegeben. Die Eintragung der Erlaubnis zum Daueraufenthalt-EU im Nationalpass in der Form eines Aufklebers findet nicht mehr statt.

## Aufenthalt in Deutschland mit einem Daueraufenthaltsrecht aus anderen Mitgliedstaaten der EU
Eine der Erlaubnis zum Daueraufenthalt-EU vergleichbare Rechtsposition kann in allen EU-Staaten mit Ausnahme von Dänemark und Irland erworben werden. Den Nachweis, dass die Rechtsposition in einem anderen EU-Land tatsächlich erworben wurde, können Ausländer in der Regel nur dann führen, wenn ihr Aufenthaltstitel einen entsprechenden und eindeutigen Hinweis enthält. Ein lediglich fünfjähriger rechtmäßiger Aufenthalt in einem anderen Unionsstaat und ein dort erteilter unbefristeter Aufenthaltstitel genügt nicht für den Nachweis, dass dort auch der Status eines langfristig Aufenthaltsberechtigten erworben wurde. Weiterhin können rechtmäßige Aufenthalte in verschiedenen Unionsländern nicht für den geforderten Fünfjahreszeitraum addiert werden; der Status kann nur in jeweils einem Land erworben werden und erfordert einen fünfjährigen, im Wesentlichen unterbrechungsfreien Aufenthalt in diesem Land.
Drittstaater mit einem Daueraufenthaltsrecht in einem anderen Mitgliedstaat der europäischen Union können in der Regel visumsfrei nach Deutschland einreisen und bei der örtlich zuständigen Ausländerbehörde eine Aufenthaltserlaubnis nach § 38a AufenthG beantragen. Sofern auch die allgemeinen Erteilungsvoraussetzungen nach § 5 AufenthG erfüllt sind, besteht ein Anspruch auf die Erteilung.
Mit der Aufenthaltserlaubnis ist gemäß § 38a Abs. 2 AufenthG nicht unmittelbar eine Erlaubnis zur Ausübung einer Erwerbstätigkeit verbunden. Eine solche muss von der Agentur für Arbeit nach vorheriger Prüfung der Arbeitsbedingungen und einer Vorrangprüfung § 39 genehmigt werden.
Die Aufenthaltserlaubnis nach § 38a AufenthG hat derzeit keine besondere Bedeutung: für Ausländer, die nicht über eine qualifizierte Berufsausbildung verfügen bzw. kein adäquates Arbeitsplatzangebot vorweisen können, scheitert die Erteilung der Aufenthaltserlaubnis in der Regel daran, dass der Lebensunterhalt nicht gesichert ist (vgl. § 5 Abs. 1 Nr. 1 AufenthG). Qualifizierte Ausländer könnten hingegen bei Vorliegen der entsprechenden Voraussetzungen auch andere Aufenthaltserlaubnisse erhalten. Eine wesentliche Vereinfachung bedeutet die Regelung daher nur für Fälle, in denen der Lebensunterhalt nicht durch eigene Erwerbstätigkeit gesichert werden soll (vermögende Personen, Rentenbezieher, Lebensunterhaltssicherung durch unterhaltspflichtige Personen o. ä.). Nach erstmaliger Erteilung einer Aufenthaltserlaubnis nach § 38a AufenthG besteht in der Regel ein Anspruch auf Teilnahme an einem Integrationskurs (§ 44a Abs. 1 S. 1 Nr. 1d AufenthG).